# Ronde van Elk Grove 2013
De 8e editie van de wielerwedstrijd Ronde van Elk Grove (Engels: Tour of Elk Grove 2013) werd gehouden van 2 augustus tot en met 4 augustus 2013 in Elk Grove Village, Verenigde Staten. De meerdaagse wielerkoers maakte deel uit van de UCI America Tour 2013. Titelverdediger was de Canadees François Parisien. Na drie wedstrijden mocht de Italiaan Elia Viviani de hoofdprijs in ontvangst nemen.

## Deelnemende Ploegen
UCI World Tour-ploegen
- Cannondale Pro Cycling Team

Professionele continentale ploegen
- Unitedhealthcare Pro Cycling
- Novo Nordisk
- MTN-Qhubeka
- Champion System Pro Cycling Team

Continentale ploegen
- Jelly Belly Cycling
- Team Optum Presented By Kelly Benefit Strategies
- Team SmartStop p/b Mountain Khakis
- Jamis-Hagens Berman
- Garneau-Quebecor

## Deelnemende Belgen en Nederlanders
Er nemen geen Belgen of Nederlanders deel.

## Etappe-overzicht
| etappe | datum      | start             | finish            | afstand       | winnaar      | klassementsleider |
| ------ | ---------- | ----------------- | ----------------- | ------------- | ------------ | ----------------- |
| 1e     | 2 augustus | Elk Grove Village | Elk Grove Village | 7.24 km (ITR) | Chad Haga    | Chad Haga         |
| 2e     | 3 augustus | Elk Grove Village | Elk Grove Village | 155 km        | Elia Viviani | John Murphy       |
| 3e     | 4 augustus | Elk Grove Village | Elk Grove Village | 140 km        | Elia Viviani | Elia Viviani      |

## Etappe-uitslagen

### 1e etappe
| Elk Grove Village - Elk Grove Village (7.24 km ITR) |               |                  |       |
| Plaats                                              | Naam          | Ploeg            | Tijd  |
| Winnaar                                             | Chad Haga     | Team Optum       | 8'31" |
| 2                                                   | John Murphy   | Unitedhealthcare | z.t.  |
| 3                                                   | Ryan Anderson | Team Optum       | +4"   |

| Algemeen klassement |               |                  |       |
| Plaats              | Naam          | Ploeg            | Tijd  |
| Gele trui           | Chad Haga     | Team Optum       | 8'31" |
| 2                   | John Murphy   | Unitedhealthcare | z.t.  |
| 3                   | Ryan Anderson | Team Optum       | +4"   |

### 2e etappe
| Elk Grove Village - Elk Grove Village (155 km) |               |                  |          |
| Plaats                                         | Naam          | Ploeg            | Tijd     |
| Winnaar                                        | Elia Viviani  | Cannondale       | 3u25'21" |
| 2                                              | Ryan Anderson | Team Optum       | z.t.     |
| 3                                              | John Murphy   | Unitedhealthcare | z.t.     |

| Algemeen klassement |               |                  |          |
| Plaats              | Naam          | Ploeg            | Tijd     |
| Gele trui           | John Murphy   | Unitedhealthcare | 3u33'46" |
| 2                   | Elia Viviani  | Cannondale       | +1"      |
| 3                   | Ryan Anderson | Team Optum       | +3"      |

### 3e etappe
| Elk Grove Village - Elk Grove Village (140 km) |                      |                     |          |
| Plaats                                         | Naam                 | Ploeg               | Tijd     |
| Winnaar                                        | Elia Viviani         | Cannondale          | 2u41'23" |
| 2                                              | Ryan Anderson        | Team Optum          | z.t.     |
| 3                                              | Charles Bradley Huff | Jelly Belly Cycling | z.t.     |

## Eindklassementen
| Plaats  | Naam                 | Ploeg                | Tijd     |
| ------- | -------------------- | -------------------- | -------- |
| Winnaar | Elia Viviani         | Cannondale           | 6u15'00" |
| 2       | Ryan Anderson        | Team Optum           | +6"      |
| 3       | John Murphy          | Unitedhealthcare     | +9"      |
| 4       | Michael Friedman     | Team Optum           | +20"     |
| 5       | Robert Lea           | Team SmartStop       | +21"     |
| 6       | Charles Bradley Huff | Jelly Belly Cycling  | +22"     |
| 7       | Adam Farabaugh       | Garneau-Quebecor     | +26"     |
| 8       | Nic Hamilton         | Jelly Belly Cycling  | +28"     |
| 9       | Ben Jacques-Maynes   | Jamis-Hangens Berman | +30"     |
| 10      | Eric Young           | Team Optum           | +30"     |

| Plaats | Ploeg            |           |
| ------ | ---------------- | --------- |
| 1      | Team Optum       | 18u20'12" |
| 2      | Garneau-Quebecor | +7"       |
| 3      | Unitedhealthcare | +18"      |